# Lady Marmalade
Lady Marmalade är en låt från discoeran, från början framförd av Labelle, men blev känd för den yngre generationen när Pink tillsammans med Lil' Kim, Christina Aguilera och Mýa gjorde en cover på den 2001 till filmen Moulin Rouge!. Även All Saints har gjort en cover. Låten innehåller den kända frasen Voulez-vous coucher avec moi, ce soir? (svenska: Vill du ligga med mig ikväll?)